# Aegoschema moniliferum
Aegoschema moniliferum es una especie de escarabajo longicornio del género Aegoschema, tribu Acanthoderini, subfamilia Lamiinae. Fue descrita científicamente por White en 1855.

## Descripción
Mide 13,2-24,4 milímetros de longitud.

## Distribución
Se distribuye por Bolivia, Brasil, Colombia, Guayana Francesa y Perú.